# تشارلستون (مين)
تشارلستون (بالإنجليزية: Charleston, Maine)‏ هي بلدة أمريكية تقع في الولايات المتحدة في مقاطعة بينوبسكوت (مين). يقدر عدد سكانها بـ 1,409 نسمة ومساحتها 105.05 كم2 وترتفع عن سطح البحر 97 متر.

## التركيبة السكانية
قام مكتب تعداد الولايات المتحدة بتحديد بيانات التركيبة السكانية لتشارلستون في تعداد الولايات المتحدة. في ما يلي، التركيبة السكانية حسب تعدادي 2000 و2010.

### تعداد عام 2000
بلغ عدد سكان تشارلستون 1,397 نسمة بحسب تعداد عام 2000، وبلغ عدد الأسر 431 أسرة وعدد العائلات 334 عائلة مقيمة في البلدة. في حين سجلت الكثافة السكانية 34.7 نسمة لكل ميل مربع (13.4/كم2). وبلغ عدد الوحدات السكنية 470 وحدة بمتوسط كثافة قدره 11.7 نسمة لكل ميل مربع (4.5/كم2).
وتوزع التركيب العرقي للبلدة بنسبة 98.28% من البيض و 0.29% من الأمريكيين الأصليين و 0.21% من الأمريكيين ذوي الأصول الآسيوية و 0.72% من الأمريكيين الأفارقة و 0.50% من عرقين مختلطين أو أكثر.
بلغ عدد الأسر 431 أسرة كانت نسبة 34.6% منها لديها أطفال تحت سن الثامنة عشر تعيش معهم، وبلغت نسبة الأزواج القاطنين مع بعضهم البعض 66.6% من أصل المجموع الكلي للأسر، ونسبة 5.8% من الأسر كان لديها معيلات من الإناث دون وجود شريك، وكانت نسبة 22.3% من غير العائلات. تألفت نسبة 18.3% من أصل جميع الأسر من أفراد ونسبة 5.8% كانوا يعيش معهم شخص وحيد يبلغ من العمر 65 عاماً فما فوق. وبلغ متوسط حجم الأسرة المعيشية 2.92، أما متوسط حجم العائلات فبلغ 2.65.
بلغ العمر الوسطي للسكان 36 عاماً. وكانت نسبة 24.1% من القاطنين تحت سن الثامنة عشر، وكانت نسبة 10.1% بين الثامنة عشر والأربعة وعشرون عاماً، ونسبة 34.3% كانت واقعةً في الفئة العمرية ما بين الخامسة والعشرون حتى والأربعة وأربعون عاماً، ونسبة 24.2% كانت ما بين الخامسة والأربعون حتى الرابعة والستون، ونسبة 7.4% كانت ضمن فئة الخامسة والستون عاماً فما فوق. يوجد لكل 100 أنثى 109.8 ذكر، ويوجد لكل 100 أنثى في الثامنة عشر من عمرها فما فوق 115.7 ذكر.
بلغ متوسط دخل الأسرة في البلدة 36,053 دولار، أما متوسط دخل العائلة فبلغ 39,625 دولار. وكان متوسط دخل الذكور 31,250 دولار مقابل 20,735 دولار للإناث. وسجل دخل الفرد الخاص بالبلدة 14,832 دولار. وكانت نسبة 6.7% من العائلات ونسبة 10.5% من السكان تحت خط الفقر، وكان من هؤلاء نسبة 14.8% تحت سن الثامنة عشر ونسبة 4.0% في الخامسة والستين من العمر وما فوق.

### تعداد عام 2010
بلغ عدد سكان تشارلستون 1,409 نسمة بحسب تعداد عام 2010، وبلغ عدد الأسر 481 أسرة وعدد العائلات 347 عائلة مقيمة في البلدة. في حين سجلت الكثافة السكانية 34.7 نسمة لكل ميل مربع (13.4/كم2). وبلغ عدد الوحدات السكنية 546 وحدة بمتوسط كثافة قدره 13.5 لكل ميل مربع (5.2/كم2).
وتوزع التركيب العرقي للبلدة بنسبة 97.6% من البيض و 0.7% من الأمريكيين الأصليين و 0.2% من الأمريكيين ذوي الأصول الآسيوية و 0.6% من الأمريكيين الأفارقة و 0.9% من عرقين مختلطين أو أكثر.
بلغ عدد الأسر 481 أسرة كانت نسبة 33.1% منها لديها أطفال تحت سن الثامنة عشر تعيش معهم، وبلغت نسبة الأزواج القاطنين مع بعضهم البعض 60.5% من أصل المجموع الكلي للأسر، ونسبة 6.9% من الأسر كان لديها معيلات من الإناث دون وجود شريك، بينما كانت نسبة 4.8% من الأسر لديها معيلون من الذكور دون وجود شريكة وكانت نسبة 27.9% من غير العائلات. تألفت نسبة 20.8% من أصل جميع الأسر من أفراد ونسبة 7.5% كانوا يعيش معهم شخص وحيد يبلغ من العمر 65 عاماً فما فوق. وبلغ متوسط حجم الأسرة المعيشية 2.95، أما متوسط حجم العائلات فبلغ 2.54.
بلغ العمر الوسطي للسكان 38.7 عاماً. وكانت نسبة 24.5% من القاطنين تحت سن الثامنة عشر، وكانت نسبة 8.5% بين الثامنة عشر والأربعة وعشرون عاماً، ونسبة 26.7% كانت واقعةً في الفئة العمرية ما بين الخامسة والعشرون حتى والأربعة وأربعون عاماً، ونسبة 29.9% كانت ما بين الخامسة والأربعون حتى الرابعة والستون، ونسبة 10.4% كانت ضمن فئة الخامسة والستون عاماً فما فوق. وتوزع التركيب الجنسي للسكان بنسبة 56.2% ذكور و43.8% إناث.